# زیردریایی یو-۷۴۵
زیردریایی یو-۷۴۵ (به انگلیسی: German submarine U-745) یک زیردریایی بود که طول آن ۶۷٫۱ متر (۲۲۰ فوت ۲ اینچ) بود. این زیردریایی در سال ۱۹۴۳ ساخته شد.